# Schermerhorn Symphony Center
La Schermerhorn Symphony Center è una sala da concerto di Nashville, nel Tennessee (Stati Uniti d'America). È sede della Nashville Symphony Orchestra.
La sua costruzione fu avviata il 3 dicembre 2003, ed è dedicata a Kenneth Schermerhorn, direttore della Nashville Symphony Orchestra tra il 1983 e il 2005, anno della sua scomparsa. La "Laura Turner Concert Hall", all'interno, ha un'ampiezza di 2.800 m² e può ospitare 1 872 spettatori. Disegnato su linee classiche, l'Auditorium fu studiato e progettato a forma di shoebox style ("scatola da scarpe"; dizione dell'architettura moderna) per ricreare le medesime impostazioni tecnico-acustiche della Symphony Hall di Boston, della Concertgebouw di Amsterdam, della Konzerthaus di Berlino, e della Musikverein di Vienna.